# Bazouges-sur-le-Loir
Bazouges-sur-le-Loir is een plaats en voormalige gemeente in het Franse departement Sarthe (regio Pays de la Loire) en telt 1177 inwoners (2004). De plaats maakt deel uit van het arrondissement La Flèche. Bazouges-sur-le-Loir is op 1 januari 2017 gefuseerd met de gemeente Cré-sur-Loir tot de gemeente Bazouges Cré sur Loir. 

## Geografie
De oppervlakte van Bazouges-sur-le-Loir bedraagt 30,2 km², de bevolkingsdichtheid is 39,0 inwoners per km².
De onderstaande kaart toont de ligging van Bazouges-sur-le-Loir met de belangrijkste infrastructuur en aangrenzende gemeenten.

## Demografie
Onderstaande figuur toont het verloop van het inwonertal (bron: INSEE-tellingen).